# Diego Churín
Diego Churín (Arroyo Dulce, Buenos Aires, 1 de diciembre de 1989) es un futbolista argentino que se desempeña en la posición de delantero en el Universitario de la Liga 1 de Perú.

## Trayectoria

### Independiente de Avellaneda
Churín hizo infantiles en su ciudad natal (Arroyo Dulce) y divisiones inferiores en Juventud de Pergamino y posteriormente, el 2007 en Independiente de Avellaneda, siendo goleador en varias series de divisiones inferiores. El ariete subió al primer equipo bajo la dirección técnica de Pedro Troglio, quien lo hizo debutar en 2008, el 10 de febrero de ese mismo año ante Lanús. Sin embargo, durante su primera estadía hasta 2009 solo jugó ocho partidos, sin marcar goles. Compartió la delantera con Germán Denis y Pablo Vitti, sin llegar a consolidarse como titular. Solo logró anotar en un partido por Copa Argentina.
Al siguiente año pasó en calidad de préstamo a Platense, a mitad de año a Los Andes, y en 2011 a Comunicaciones, todos equipos de la tercera categoría argentina. Durante ese período solo marcó tres tantos en 44 partidos en total. Tuvo pases fallidos al Rangers de Talca y Melgar de Arequipa, quienes se inclinarían a fichar por el colombiano Erwin Carrillo. Regresó al "Rojo" para jugar el Apertura 2011 bajo el mando de Ramón Diaz, en donde no tuvo para nada un buen desempeño, solo anotando un gol ante Colegiales por la Copa Argentina. El 2012 sería su año más duro, solo jugaría un partido bajo el mando de Cristian Diaz, para el segundo semestre del año no jugaría ningún minuto en la Primera División, pese a que sí se mantuvo activo en la reserva.
Churín decidió rescindir contrato con la entidad de Avellaneda, para partir a Curicó Unido de la Primera B de Chile, por petición expresa del técnico "tortero", Pablo Abraham. En el Transición 2013 el argentino tuvo un renacer futbolístico y fue una de las principales figuras de la gran campaña del equipo en el torneo, marcó 8 goles en 15 partidos jugados resultando goleador del torneo y guio a Curicó hasta la final del campeonato, en donde enfrentaron y perdieron ante la Universidad de Concepción (anotó un gol en la semifinal de ida y otro en la vuelta ante Magallanes, y uno en la final de vuelta). Además, anotó un gol por la Copa Chile 2013-14, ante la Universidad Católica.Debido a sus buenas actuaciones en la Primera B, estuvo en la orbita de Colo Colo En diciembre de 2013, se oficializó el traspaso por tres temporadas del jugador a la Universidad de Concepción para el Apertura 2014 de Primera División, tras el término de su participación con Curicó en el torneo de Primera B 2013-2014, en donde el delantero anotó 7 goles con la camiseta albirroja. En total, con Curicó Unido jugó 49 partidos y anotó 16 goles.
En el cuadro "Campanil" tuvo un paso irregular, destacando el título obtenido de la Copa Chile 2014-15, torneo en el que Churín anotó 3 goles. Por lo mismo, a comienzos del 2016 es cedido a préstamo a la Unión Española, para que pudiera mostrarse en un equipo en el que pudiese ser titular. En los "Hispanos" volvió a demostrar una gran calidad goleadora, marcando un total de 25 goles en el año y medio que estuvo en el club, entre sus partidos por la competición local y la Copa Libertadores 2017, en donde hizo dos tantos.

### Cerro Porteño
Debido a su gran marca goleadora en Unión Española, estuvo muy cerca de fichar en un grande del país, la Universidad de Chile, quien buscaba reemplazante para Felipe Mora pero finalmente el traspaso no prosperó. También estuvo a punto de irse al fútbol de Catar, pero finalmente, en julio de 2017 Churin fichó oficialmente por Cerro Porteño de Paraguay, con un contrato de 4 años de duración. En torneos locales fue uno de los goleadores del Clausura 2017 con 11 goles, que le permitieron a Cerro Porteño coronarse campeón del torneo,anotando 2 goles en el partido final del Clausura 2017 frente a Sol de América de la mano del colombiano Leonel Alvarez. Para el 2018 realizó una gran Copa Libertadores 2018, logrando anotar 4 goles y llegando hasta octavos de final, siendo eliminado por Palmeiras. Al siguiente año, llegaría hasta cuartos de final de la Copa Libertadores 2019, siendo habitual suplente de Haedo Valdez y Joaquin Larrivey. Volvería a tocar la hazaña con Cerro con la obtención de un nuevo título en el cuadro azulgrana, el Apertura 2020 en donde fue nuevamente figura y goleador del equipo con 7 tantos, destacando los dos que le anotó en la temporada al clásico rival Olimpia y otro a River Plate de penal, en el partido que selló el campeonato a favor de su equipo.
Debido a su gran rendimiento, la prensa paraguaya informa que la APF piensa con nacionalizarlo paraguayo una vez que se cumplan los reglamentos de la FIFA, para que pueda jugar en la selección nacional.

### Gremio de Porto Alegre
En 2020 el jugador fue fichado por Grêmio de Porto Alegre, uno de los grandes del Brasileirão y del fútbol sudamericano.En Gremio, no encontraría el nivel esperado, siendo habitual suplente del colombiano Miguel Borja.
Sería cedido a préstamo por 6 meses al Atlético Goianiense, cumpliendo un buen semestre al anotar 8 goles en 47 partidos, llegando hasta semifinales de la Copa Sudamericana 2022.

### Universitario de Deportes
Luego de quedar como jugador libre al no renovar con Cerro Porteño, el 19 de diciembre del 2024 se confirma su fichaje por Universitario de Deportes por toda una temporada, afrontará la Liga 1 2025 y Copa Libertadores 2025.

## Clubes
| Club                         | País      | Año       |
| ---------------------------- | --------- | --------- |
| Juventud de Pergamino        | Argentina | 2006-2007 |
| Independiente                | Argentina | 2007-2009 |
| Platense (cedido)            | Argentina | 2010      |
| Los Andes (cedido)           | Argentina | 2010      |
| Comunicaciones (cedido)      | Argentina | 2011      |
| Independiente                | Argentina | 2011-2012 |
| Curicó Unido                 | Chile     | 2013-2014 |
| Universidad de Concepción    | Chile     | 2014-2015 |
| Unión Española (cedido)      | Chile     | 2016-2017 |
| Cerro Porteño                | Paraguay  | 2017-2020 |
| Grêmio                       | Brasil    | 2020-2022 |
| Atlético Goianiense (cedido) | Brasil    | 2022      |
| Cerro Porteño                | Paraguay  | 2023-2024 |
| Universitario de Deportes    | Perú      | 2025-Act. |

## Estadísticas
| Club                              | Div.          | Temporada     | Liga  | Liga  | Copas nacionales | Copas nacionales | Torneos internacionales | Torneos internacionales | Total | Total | Media goleadora |
| Club                              | Div.          | Temporada     | Part. | Goles | Part.            | Goles            | Part.                   | Goles                   | Part. | Goles | Media goleadora |
| --------------------------------- | ------------- | ------------- | ----- | ----- | ---------------- | ---------------- | ----------------------- | ----------------------- | ----- | ----- | --------------- |
| Independiente Argentina           |               |               |       |       |                  |                  |                         |                         |       |       |                 |
| 1.ª                               | 2009          | 3             | 0     | -     | -                | -                | -                       | 3                       | 0     | 0.00  |                 |
| Total club                        | Total club    | 3             | 0     | 0     | 0                | 0                | 0                       | 3                       | 0     | 0     |                 |
| Platense Argentina                |               |               |       |       |                  |                  |                         |                         |       |       |                 |
| 2.ª                               | 2009-10       | 11            | 0     | -     | -                | -                | -                       | 11                      | 0     | 0     |                 |
| Total club                        | Total club    | 11            | 0     | 0     | 0                | 0                | 0                       | 11                      | 0     | 0     |                 |
| Los Andes Argentina               |               |               |       |       |                  |                  |                         |                         |       |       |                 |
| 3.ª                               | 2010-11       | 14            | 2     | -     | -                | 0                | 0                       | 14                      | 2     | 0.14  |                 |
| Total club                        | Total club    | 14            | 2     | 0     | 0                | 0                | 0                       | 14                      | 2     | 0.14  |                 |
| Comunicaciones Argentina          |               |               |       |       |                  |                  |                         |                         |       |       |                 |
| 3.ª                               | 2011-12       | 19            | 1     | 0     | 0                | -                | -                       | 19                      | 1     | 0.05  |                 |
| Total club                        | Total club    | 19            | 1     | 0     | 0                | 0                | 0                       | 19                      | 1     | 0.05  |                 |
| Independiente Argentina           |               |               |       |       |                  |                  |                         |                         |       |       |                 |
| 1.ª                               | 2011-12       | 3             | 0     | 2     | 1                | -                | -                       | 5                       | 1     | 0.2   |                 |
| 1.ª                               | 2012-13       | 0             | 0     | -     | -                | 0                | 0                       | 0                       | 0     | 0     |                 |
| Total club                        | Total club    | 3             | 0     | 2     | 1                | 0                | 0                       | 5                       | 1     | 0.2   |                 |
| Curicó Unido · Chile              |               |               |       |       |                  |                  |                         |                         |       |       |                 |
| 2.ª                               | 2013          | 13            | 8     | 10    | 1                | 0                | 0                       | 23                      | 9     | 0.39  |                 |
| 2.ª                               | 2013-14       | 36            | 8     | 0     | 0                | 0                | 0                       | 36                      | 8     | 0.22  |                 |
| Total club                        | Total club    | 49            | 16    | 10    | 1                | 0                | 0                       | 59                      | 17    | 0.29  |                 |
| Universidad de Concepción · Chile |               |               |       |       |                  |                  |                         |                         |       |       |                 |
| 1.ª                               | 2014-15       | 29            | 2     | 12    | 3                | 2                | 0                       | 43                      | 5     | 0.12  |                 |
| 1.ª                               | 2015-16       | 15            | 2     | 11    | 3                | 2                | 0                       | 28                      | 5     | 0.18  |                 |
| Total club                        | Total club    | 44            | 4     | 23    | 6                | 4                | 0                       | 71                      | 10    | 0.14  |                 |
| Unión Española · Chile            |               |               |       |       |                  |                  |                         |                         |       |       |                 |
| 1.ª                               | 2015-16       | 15            | 9     | 0     | 0                | 0                | 0                       | 15                      | 9     | 0.6   |                 |
| 1.ª                               | 2016-17       | 28            | 16    | 4     | 2                | 4                | 2                       | 36                      | 20    | 0.85  |                 |
| Total club                        | Total club    | 43            | 25    | 4     | 2                | 4                | 2                       | 51                      | 29    | 0.57  |                 |
| Cerro Porteño Paraguay            |               |               |       |       |                  |                  |                         |                         |       |       |                 |
| 1.ª                               | 2017          | 16            | 11    | -     | -                | 1                | 0                       | 17                      | 11    | 0.65  |                 |
| 1.ª                               | 2018          | 41            | 18    | 2     | 0                | 8                | 4                       | 51                      | 22    | 0.43  |                 |
| 1.ª                               | 2019          | 32            | 11    | 1     | 1                | 8                | 1                       | 41                      | 13    | 0.32  |                 |
| 1.ª                               | 2020          | 20            | 8     | -     | -                | 1                | 0                       | 21                      | 8     | 0.38  |                 |
| Grêmio · Brasil                   | 1.ª           | 2020          | 14    | 3     | 6                | 0                | 4                       | 0                       | 24    | 3     | 0.13            |
| Grêmio · Brasil                   | 1.ª           | 2021          | 6     | 0     | 5                | 0                | 3                       | 1                       | 14    | 1     | 0.07            |
| Grêmio · Brasil                   | 2.ª           | 2022          | 0     | 0     | 8                | 0                | 0                       | 0                       | 8     | 0     | 0               |
| Grêmio · Brasil                   | Total club    | Total club    | 20    | 3     | 19               | 0                | 7                       | 1                       | 46    | 4     | 0.09            |
| Atlético Goianiense · Brasil      | 1.ª           | 2022          | 36    | 7     | 0                | 0                | 9                       | 1                       | 44    | 8     | 0.18            |
| Atlético Goianiense · Brasil      | Total club    | Total club    | 36    | 7     | 0                | 0                | 9                       | 1                       | 45    | 8     | 0.18            |
| Cerro Porteño Paraguay            |               |               |       |       |                  |                  |                         |                         |       |       |                 |
| 1.ª                               | 2023          | 38            | 9     | 2     | 0                | 9                | 2                       | 49                      | 11    | 0.22  |                 |
| 1.ª                               | 2024          | 39            | 5     | 1     | 1                | 7                | 0                       | 47                      | 6     | 0.13  |                 |
| Total club                        | Total club    | 186           | 62    | 6     | 2                | 34               | 7                       | 226                     | 71    | 0.31  |                 |
| Universitario de Deportes · Perú  |               |               |       |       |                  |                  |                         |                         |       |       |                 |
| 1.ª                               | 2025          | 4             | 1     | -     | -                | 1                | 0                       | 5                       | 1     | 0     |                 |
| Total club                        | Total club    | 4             | 1     | 0     | 0                | 1                | 0                       | 5                       | 1     | 0     |                 |
| Total carrera                     | Total carrera | Total carrera | 430   | 120   | 64               | 12               | 59                      | 11                      | 553   | 142   | 0.26            |
| 1. 2. 3.                          |               |               |       |       |                  |                  |                         |                         |       |       |                 |

## Palmarés

### Campeonatos regionales
| Título            | Club   | Región             | Año  |
| ----------------- | ------ | ------------------ | ---- |
| Campeonato Gaúcho | Grêmio | Río Grande del Sur | 2021 |
| Recopa Gaúcha     | Grêmio | Río Grande del Sur | 2021 |
| Campeonato Gaúcho | Grêmio | Río Grande del Sur | 2022 |

### Campeonatos nacionales
| Título           | Club                      | País     | Año     |
| ---------------- | ------------------------- | -------- | ------- |
| Copa Chile       | Universidad de Concepción | Chile    | 2014-15 |
| Primera División | Cerro Porteño             | Paraguay | C-2017  |
| Primera División | Cerro Porteño             | Paraguay | A-2020  |
| Torneo Apertura  | Universitario de Deportes | Perú     | 2025    |

### Distinciones individuales
| Distinción                                  | Club          | País     | Año    |
| ------------------------------------------- | ------------- | -------- | ------ |
| Goleador de la Primera B de Chile           | Curicó Unido  | Chile    | T-2013 |
| Goleador de la Primera División de Paraguay | Cerro Porteño | Paraguay | C-2017 |